# Изворану (Бузау)
Изворану (рум. Izvoranu) насеље је у Румунији у округу Бузау у општини Тисау. Oпштина се налази на надморској висини од 320 m.

## Становништво
Према подацима из 2002. године у насељу је живело 188 становника, од којих су сви румунске националности.